# Rohrauerhaus
Das Rohrauerhaus ist eine Schutzhütte der Ortsgruppe Linz der Naturfreunde Österreich (NFÖ). Sie befindet sich in der Gemeinde Spital am Pyhrn in der Oberösterreich, Österreich, auf 1308 m ü. A. im Gebiet der Haller Mauern. Der Weg zur Hütte ist unter anderem ein Teilstück des Europäischen Fernwanderwegs E4 und des Nordalpenwegs (Österreichischer Weitwanderweg 01). Die Hütte wurde 1925 eröffnet und ist nach dem Mitbegründer der Touristenvereins Naturfreunde Alois Rohrauer benannt. Das Haus brannte 1933 ab und konnte aufgrund der politischen Verhältnisse im Ständestaat und in der Zeit des Nationalsozialismus in Österreich erst ab 1955 instand gesetzt und 1957 wiedereröffnet werden.

## Tourenmöglichkeiten
- Die Drei-Hütten-Wanderung vom Parkplatz beim ehemaligen Gasthaus Grünau durch die Dr.-Vogelgesang-Klamm zur Bosruckhütte und über das Rohrauerhaus zur Hofalmhütte. Von dort zurück zum Ausgangspunkt, gesamte Gehzeit ca. 5 Stunden
- Rund ums Karleck (1582 m) über die private Ardningalmhütte (1037 m) und den Arlingsattel (1425 m) in ca. 3 Stunden
- Über Arlingsattel (1425 m) nach Ardning oder über das Pyhrgasgatterl (1308 m) nach Hall bei Admont in ca. 2 Stunden

### Zustiege
- vom Parkplatz bei der Bosruckhütte in ca. 1 Stunde
- vom Parkplatz beim ehemaligen Gasthof Grünau (725 m) durch die Dr.-Vogelgesang-Klamm in ca. 2¼ Stunden
- vom Bahnhof Spital am Pyhrn (650 m) in ca. 3 Stunden
- von Admont über Mühlau in ca. 3½ Stunden
- vom Bahnhof Ardning in ca. 3 Stunden

### Gipfelbesteigungen
- Großer Pyhrgas (2244 m) über den teilweise versicherten Hofersteig (Weg 615) in ca. 3 Stunden
- Großer Pyhrgas über den Westrücken (Weg 614) in ca. 3 Stunden
- Scheiblingstein (2197 m) in ca. 3¾ Stunden
- Bosruck (1992 m) über einen Klettersteig der Schwierigkeit A/B, teilweise ausgesetzt

### Übergänge zu Nachbarhütten
- zur Bosruckhütte (1036 m) in ca. 1 Stunde
- zur Hofalmhütte (1305 m) über den Hofalmsattel in ca. ¾ Stunden
- zur Ardningalmhütte (Jausenstation) (1037 m) in ca. 1½ Stunden
- zur Gowilalm (1375 m) über den Großen Pyhrgas

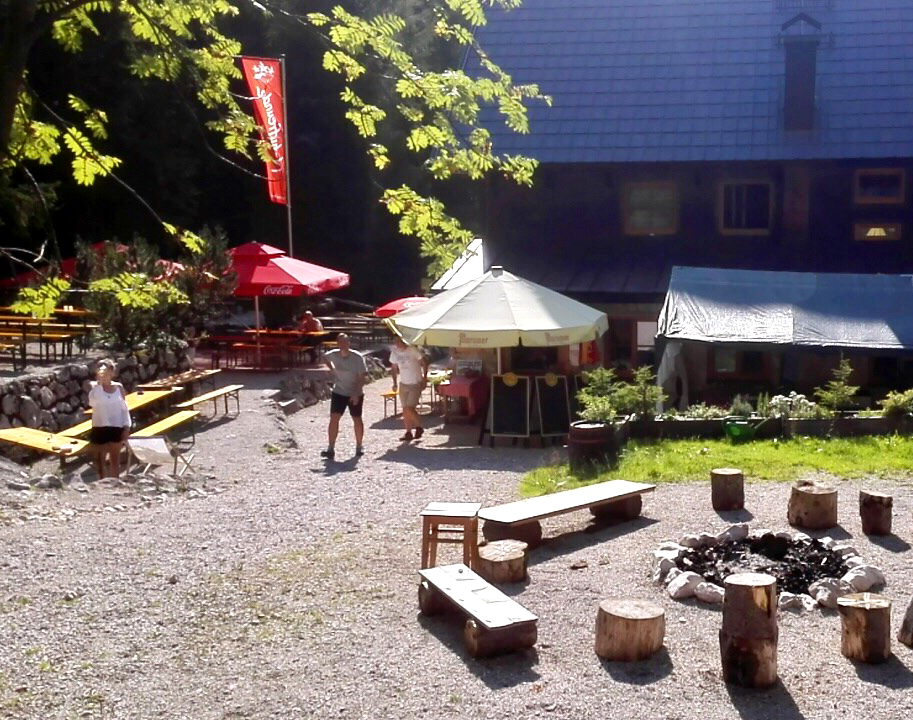
Kinderarena des Rohrauerhauses